# Фельпке
Фельпке (нем. Velpke) — община в Германии, в земле Нижняя Саксония.
Входит в состав района Хельмштедт. Подчиняется управлению Фельпке. Население составляет 4613 человек (на 31 декабря 2010 года). Занимает площадь 19,70 км².
Коммуна подразделяется на 3 сельских округа.
| Год  | Население |
| ---- | --------- |
| 1990 | 3882      |
| 1995 | 4123      |
| 2000 | 4475      |
| 2005 | 4593      |
| 2010 | 4612      |